# Nowinka (gmina Szudziałowo)
Nowinka – wieś w Polsce położona w województwie podlaskim, w powiecie sokólskim, w gminie Szudziałowo.
W latach 1975–1998 miejscowość należała administracyjnie do województwa białostockiego.
Przez miejscowość przepływa rzeka Słoja, dopływ Supraśli.
Prawosławni mieszkańcy należą do parafii w Ostrowiu Północnym, a katoliccy mieszkańcy do parafii w Szudziałowie.

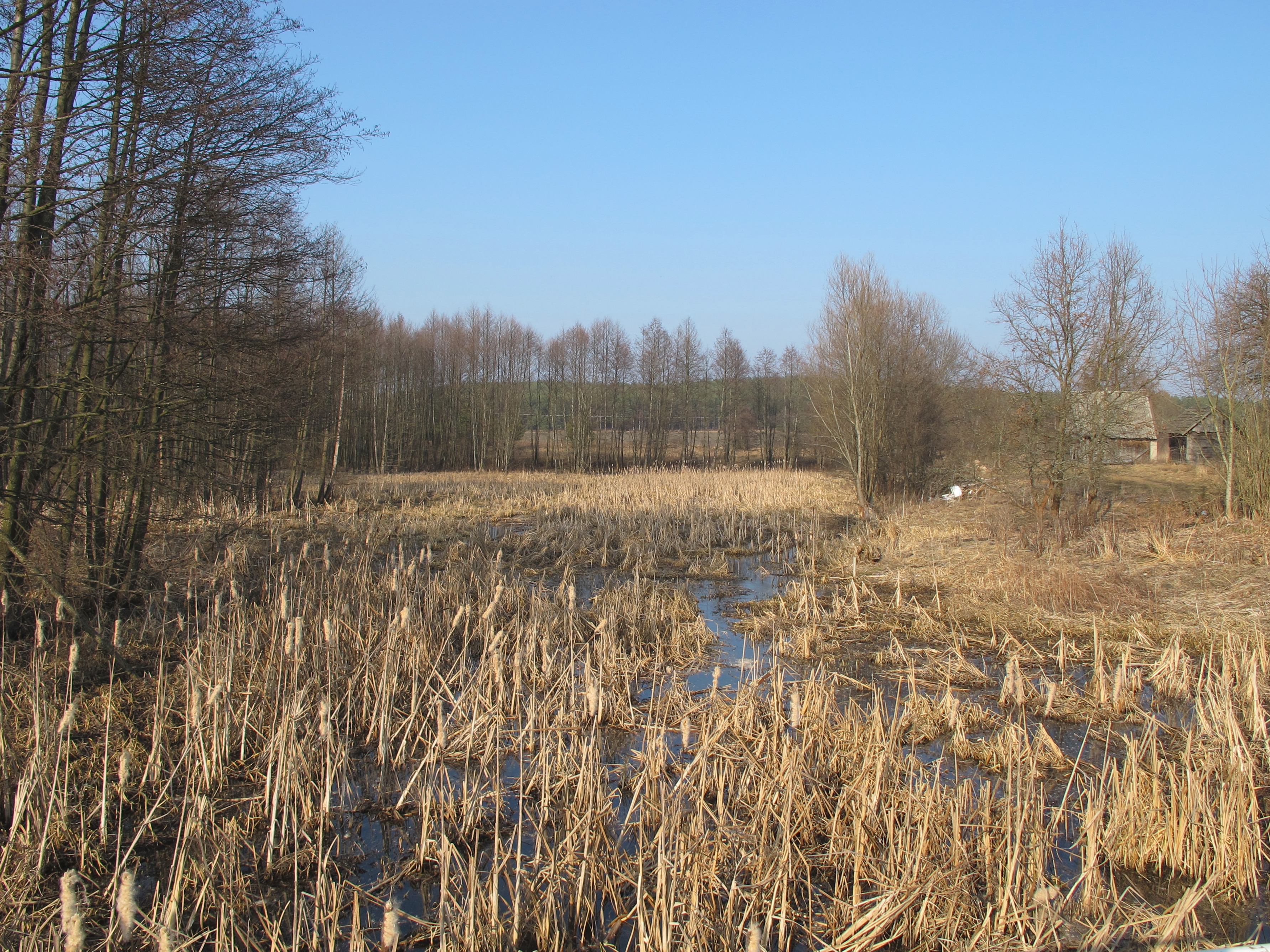
Słoja przepływająca przez wieś